# Getwist paar
Getwist paar, in Vlaanderen ook getorst paar, in oudere literatuur dubbeldraad, is een veel voorkomende tweeaderige kabel waarbij de aders rond elkaar zijn gewonden. De bedoeling is elektromagnetische interferentie ("overspraak") te vermijden.
De belangrijkste eigenschap van een getwist paar is dat een dergelijke kabel in een (homogeen) elektromagnetisch stoorveld gemiddeld geen lusoppervlakte heeft en het stoorveld dus geen stoorspanning in de kabel kan induceren. De inductiespanning die in één lus wordt opgewekt, wordt tegengewerkt door die van de volgende halve winding, waar de aders andersom liggen. Ook wordt het signaal vaak differentieel verstuurd, zodat ook capacitieve storing geëlimineerd wordt.
Het aantal windingen per meter maakt deel uit van de specificaties van een type kabel. Hoe groter het aantal windingen, hoe minder men last heeft van overspraak.
|  |  |

|  |

## Telefoonkabel

Ook onafgeschermde, bovengrondse kabels worden getwist

Een gewone telefoonkabel binnenshuis bevat vier aders die twee getwiste paren vormen, en een aarddraad. Dit wordt een 1×4 kabel genoemd. Het hele viertal is als geheel getwist en de kabel kan gebruikt worden voor twee onafhankelijke telefoonaansluitingen, aangezien er geen overspraak optreedt  tussen de aderparen. In Nederland worden de volgende kleuren gebruikt:
| Aansluiting | Kleur       | Opmerking |
| ----------- | ----------- | --------- |
| 1A          | rood        | Paar 1    |
| 1B          | blauw       | Paar 1    |
|             | blank koper | Aarding   |
| 2A          | oranje      | Paar 2    |
| 2B          | wit         | Paar 2    |

## Meer aders

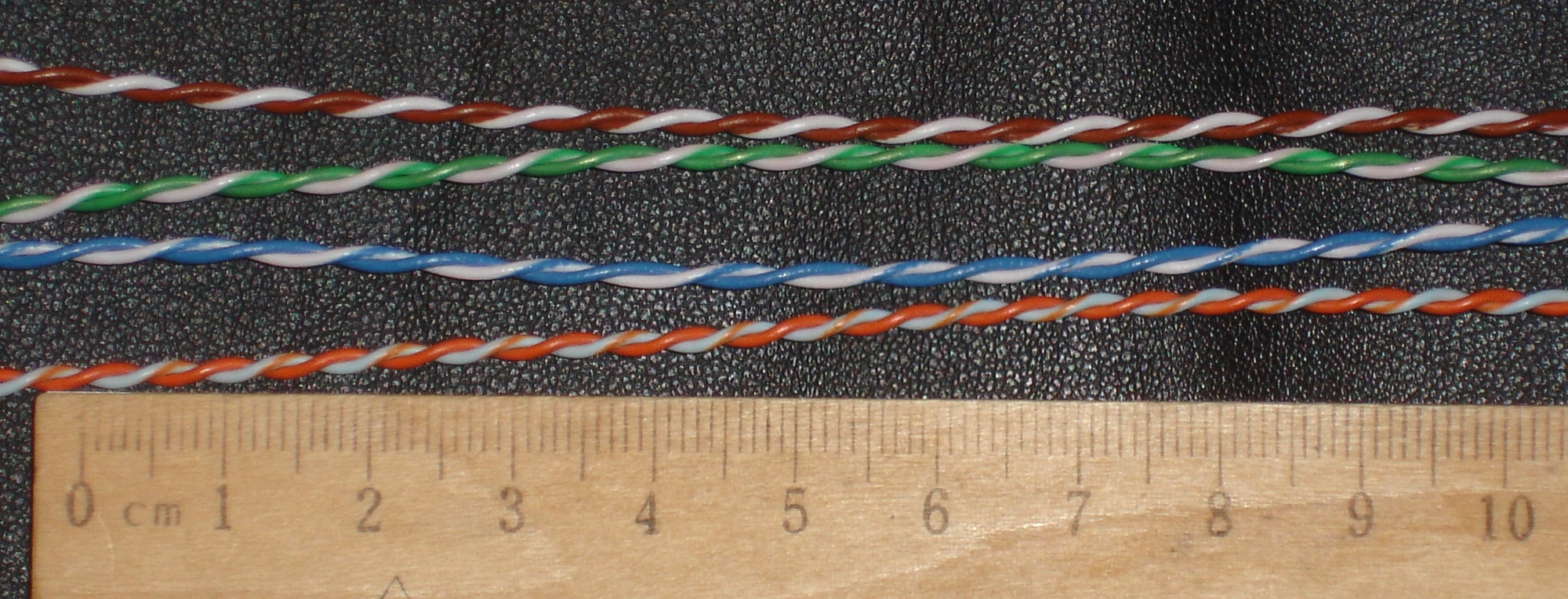
De vier aderparen van een netwerkkabel. Duidelijk is zichtbaar dat de twistlengte per paar verschilt.

Zijn er meer dan twee paren in een kabel, dan is de hierboven genoemde manier van twisten niet effectief. In dat geval wordt overspraak vermeden door voor elk paar een andere twistlengte te gebruiken.
Hieronder een voorbeeld van de aders van een standaard netwerkkabel:
| Aansluiting | Kleur      | Opmerking |
| ----------- | ---------- | --------- |
| Tip         | wit/blauw  | Paar 1    |
| Ring        | blauw      | Paar 1    |
| Tip         | wit/oranje | Paar 2    |
| Ring        | oranje     | Paar 2    |
| Tip         | wit/groen  | Paar 3    |
| Ring        | groen      | Paar 3    |
| Tip         | wit/bruin  | Paar 4    |
| Ring        | bruin      | Paar 4    |

Hiernaast zijn de vier paren van een netwerkkabel afgebeeld, zonder de mantel. Elk paar heeft een andere twistlengte:
- oranje-wit: 130 per meter
- groen-wit: 100 per meter
- blauw-wit: 80 per meter
- bruin-wit: 105 per meter

Een probleem kan ontstaan als er meerdere kabels naast elkaar worden gelegd. Het kan van voordeel zijn kabels van een verschillend merk te gebruiken, zodat de twistlengten mogelijk verschillen.
Een telefoonkabel voor een groter aantal aansluitingen bevat meerdere van de hierboven, onder Telefoonkabel, genoemde viertallen, gezamenlijk binnen één mantel. In dat geval mag men voor elk viertal een andere twistlengte verwachten.

## UTP-categorieën
| Overzicht van de verschillende UTP-categorieën | Overzicht van de verschillende UTP-categorieën |
| Categorie                                      | Beschrijving |
| ---------------------------------------------- | --- |
| Cat 1                                          | Geen TIA/EIA-standaard. Werd voornamelijk gebruikt voor analoge telefonie en ISDN. |
| Cat 2                                          | Geen TIA/EIA-standaard. Werd gebruikt bij 4 Mbit/s Token Ring-netwerken. |
| Cat 3                                          | Gestandaardiseerd in TIA/EIA-568-B, gebruikt in datanetwerken met frequenties tot 16 MHz, zoals voor 10BASE-T.                                                                         |
| Cat 4                                          | Geen TIA/EIA-standaard. Met een bandbreedte van 20 MHz werd dit vooral gebruikt voor 16 Mbit/s Token Ring-netwerken.                                                                   |
| Cat 5                                          | Geen TIA/EIA-standaard. Met een bandbreedte van 100 MHz wordt dit nog veel gebruikt voor 100Mbit/s-ethernetnetwerken. Echter ongeschikt voor gigabit-netwerken.                        |
| Cat 5e                                         | Gestandaardiseerd in TIA/EIA-568-B. Geschikt voor zowel 100 Mbit/s (100BASE-T) als 1000Mbit/s-netwerken (1000BASE-T).                                                                  |
| Cat 6                                          | Gestandaardiseerd in TIA/EIA-568-B. Met een bandbreedte van 250 MHz wordt dit gebruikt voor gigabit-snelheden (1000BASE-T).                                                            |
| Cat 6a                                         | Voorlopige specificatie voor 10Gbit/s-netwerken. Dit laat frequenties toe tot 500 MHz.                                                                                                 |
| Cat 7                                          | Formeel bekend als ISO/IEC 11801 Class F-kabel. Bij deze standaard worden de vier paren individueel afgeschermd binnen de buitenste afscherming. Dit laat frequenties toe tot 600 MHz. |
| Cat 7a                                         | Gestandaardiseerd als IEC 60603-7-71. Deze standaard ondersteunt frequenties tot 1000 MHz en wordt toegepast voor 10 Gbps netwerkinfrastructuur.                                       |
| CAT 8.1                                        | Categorie 8.1 ondersteunt frequenties tot 2000 MHz over een lengte tot 30 meter en wordt toegepast voor 25 Gbps/40 Gbps netwerkinfrastructuur.                                         |